# 豪沃思冰川
豪沃思冰川（英語：Howarth Glacier），是南極洲的冰川，位於詹姆斯羅斯島東南部，最終注入阿德默勒爾蒂灣，由英國南極名稱諮詢委員會命名，現時由南極條約體系管理。